# Салича (Клуж)
Салича (рум. Sălicea) насеље је у Румунији у округу Клуж у општини Чурила. Oпштина се налази на надморској висини од 647 m.

## Становништво
Према подацима из 2002. године у насељу је живело 283 становника, од којих су сви румунске националности.